# サンスポPSリポート
サンスポPSリポート（サンスポピーエスリポート）は、株式会社アドサプライズの発行するパチンコ・パチスロ情報誌。

## 概要
- 2011年8月創刊の月刊（発行日は毎月下旬）のフリーペーパーで、首都圏のパチンコホールに設置されている。
- ホール情報・イベント情報・新機種情報等の情報誌であるが、サンスポアイドルリポーター（以下SIR）の活動報告やホール取材・新台紹介・実戦リポート、更にSIRとパチンコ・パチスロを題材とした巻頭マンガ（「P-1バスターズ」藤波俊彦）や、初代リーダー・山下若菜が描く4コマ漫画（通巻30号まで）まで随所にSIRを起用している。
- 2020年4月の通巻104号を最後に発行がなく、2022年10月現在は実質的な休刊状態にある。

## サンスポアイドルリポーター SIR
サンスポアイドルリポーター は、サンケイスポーツのプロデュースにより 2012年に誕生したパチンコリポートアイドルユニット。サンケイスポーツ紙やサンスポPSリポートでのパチンコホールへの取材来店・実戦リポートを担当するほか、ライブ活動、CDリリース、冠番組の放送（TOKYO MX、ニコニコ生放送）等を行っている。

## サンスポP-1娘
サンスポP-1娘はサンスポPSリポートの看板娘として、ホールへの取材来店やホールでのプロモーション・集客活動を行っていた。グラビアアイドルやレースクイーンを中心に十数名を採用していたが、2015年11月20日を最後に来店実績がなく、2016年7月号よりメンバープロフィールの掲載もなくなったことから、その役割を終了したものと思われる。